# Liste der Bodendenkmäler in Everswinkel
Die Liste der Bodendenkmäler in Everswinkel enthält die denkmalgeschützten unterirdischen baulichen Anlagen, Reste oberirdischer baulicher Anlagen, Zeugnisse tierischen und pflanzlichen Lebens und paläontologischen Reste auf dem Gebiet der Gemeinde Everswinkel im Kreis Warendorf in Nordrhein-Westfalen (Stand: Dezember 2019). Diese Bodendenkmäler sind in Teil B der Denkmalliste der Gemeinde Everswinkel eingetragen; Grundlage für die Aufnahme ist das Denkmalschutzgesetz Nordrhein-Westfalen (DSchG NRW).
| Bild | Bezeichnung                                                                   | Lage                                                       | Beschreibung | Bauzeit | Eingetragen seit | Denkmal- nummer |
| ---- | ----------------------------------------------------------------------------- | ---------------------------------------------------------- | --- | ------- | ---------------- | --------------- |
|      | Doppelte Landwehr Im Feldbusch                                                | Alverskirchen Holling                                      | Doppelte, bewachsene Landwehr, die sich nach Norden im Wald verjüngt. |         |                  | B 1             |
| BW   | Doppelte Landwehr an der Gemeindegrenze nach Sendenhorst                      | Everswinkel Schuter Karte                                  | Nicht sehr lange, aber breite, sehr dicht bewachsene, doppelte Landwehr. |         |                  | B 2             |
| BW   | Mittelalterliche Burganlage „Burgwälle“, wahrscheinlich ehemaliges Haus Henge | Everswinkel nördlich von Hof Hengemann, Mehringen 15 Karte | Ursprünglich etwa ovale Anlage mit zwei Inseln, ca. 130 × 75 m Gesamtausdehnung. Äußerer Wall, Höhe bis ca. 1,5 m, im Osten durch Neuanlage des Mußenbaches zerstört, Teile evtl. östlich des neuen Bachbettes erhalten, aber vom Grabenaushub überlagert. Im Norden, Westen und Süden streckenweise verfülltem Graben umgeben. Im Südwesten größere Störung durch die Anlage eines Teiches. Innenfläche tiefliegend, wohl ursprünglich Hausteich. Nördlichere, kleinere Insel (wohl ehemalige Hauptburg) nur noch sehr schwach erkennbar, Höhe bis 0,5 m. Südliche Insel gut erhalten, Höhe bis ca. 3 m teil durch angelagerten Aushub überlagert. Im Osten neuere Aufschüttungen entlang des Mußenbaches. Durch die Anlage zieht ein neuer Graben in Ost-West-Richtung. Wahrscheinlich handelt es sich bei der auf einer Karte von 1752 noch vollständig erhaltenen Anlage um den Vorgänger des südwestlich liegenden Hauses Henge (heute Hengemann). Urkundlich belegt seit dem 13. Jahrhundert. |         |                  | B 3             |